# Partula hyalina
Partula hyalina é uma espécie de gastrópode da família Partulidae.
É endémica de Polinésia Francesa.